# Diocesi di Respetta
La diocesi di Respetta (in latino: Dioecesis Respectensis) è una sede soppressa e sede titolare della Chiesa cattolica.

## Storia
Respetta, nell'odierna Algeria, è un'antica sede episcopale della provincia romana di Numidia.
Unico vescovo conosciuto di questa diocesi africana, non attestata da nessun'altra fonte antica, è Quodvultdeus, il cui nome appare al 79º posto nella lista dei vescovi della Numidia convocati a Cartagine dal re vandalo Unerico nel 484; Quodvultdeus, come tutti gli altri vescovi cattolici africani, fu condannato all'esilio.
Dal 1933 Respetta è annoverata tra le sedi vescovili titolari della Chiesa cattolica; dal 30 novembre 2002 il vescovo titolare è Joseph John Oudeman, O.F.M.Cap., già vescovo ausiliare di Brisbane.

## Cronotassi

### Vescovi residenti
- Quodvultdeus † (menzionato nel 484)

### Vescovi titolari
- Paulo Evaristo Arns, O.F.M. † (2 maggio 1966 - 22 ottobre 1970 nominato arcivescovo di San Paolo)
- Alexis Phạm Văn Lộc † (27 marzo 1975 - 2 ottobre 1975 succeduto vescovo di Kontum)
- James Francis Stafford (11 gennaio 1976 - 17 novembre 1982 nominato vescovo di Memphis)
- Henricus Cornelius De Wit, M.H.M. † (22 gennaio 1983 - 8 marzo 2002 deceduto)
- Joseph John Oudeman, O.F.M.Cap., dal 30 novembre 2002